# Jawbox
Jawbox — американская альтернативная рок-группа, образовавшаяся в городе Вашингтон (округ Колумбия) в 1989 году. За 8 лет существования Jawbox записали 4 студийных альбома и в 1997 году распались. В 2009 году участники группы вновь собрались вместе для эпизодического выступления.

## История

### Ранние годы
Jawbox начали репетировать в 1988 году в составе: Джей Роббинс (вокал, гитара), Ким Колетта (бас-гитара) и Адам Вэйд (ударные). Джей Роббинс до этого играл на бас-гитаре в вашингтонской хардкор-группе Government Issue. В первое время участники группы жили и репетировали в одном доме в городе Силвер-Спринг, Мэриленд, недалеко от Вашингтона. Вскоре к группе присоединился Билл Бэрбот (гитара, вокал). Первое выступление Jawbox произошло в 1989 году на разогреве у группы Fugazi. В 1990 вышел первый мини-альбом (EP) группы под названием Jawbox. Пластинка была выпущена совместно на лейблах Dischord и DeSoto, причём DeSoto был основан тогда же участниками Jawbox Ким и Биллом.

### Dischord
В 1991-м выходит альбом Grippe. Во второй половине того же года Jawbox проводят свой первый крупный тур, совместно с Helmet. В 1992-м группа выпускает альбом Novelty. Оба диска были выпущены под лейблом Dischord .

### Atlantic
В 1992 году группу покидает барабанщик Адам Вэйд. Его место занимает Зак Берокас. В то же время Jawbox подписывают контракт с крупным лейблом Atlantic Records, на котором были выпущены 2 альбома: For Your Own Special Sweetheart (1994 г.) и Jawbox (1996 г.). Видеоклип на песню «Savory» с альбома For Your Own… попадает на MTV и имеет там умеренный успех. Следующий клип с того же альбома на песню «Cooling Card» также показывался по MTV, но имел уже меньший успех. Песни с последнего альбома (Jawbox) «Mirrorful» и «Cornfalke Girl» (кавер-версия песни Тори Эймос) были популярны на колледж-радиостанциях, и на эти песни также были сняты видеоклипы.

### Распад и дальнейшая деятельность
В начале 1997 года барабанщик Зак Берокас принял решение переехать жить в Нью-Йорк, в связи с этим группа Jawbox объявила о своём распаде.
Джей Роббинс и Бил Барбот основали группу Burning Airlines, которая, просуществовав 5 лет, также распалась. Сейчас Роббинс работает как продюсер на собственной студии The Magpie Cage в Балтиморе и растит сына, которому поставили диагноз СМА. Кроме того, он участвовал в группе Channels, которая прекратила деятельность из-за болезни сына. Сейчас Роббинс играет в группе Office of Future Plans, которая недавно выпустила первый альбом на Dischord.
Ким и Билл продолжают управлять лейблом DeSoto Records. Кроме того, Ким подрабатывает в школе учителем замены, а Билл владеет веб-агентством.
Зак Берокас в данный момент живёт в Нью-Йорке, играет в группе Bells≥ и пишет стихи и статьи для журналов.

### Возобновление активности в 2009
В 2009 году Jawbox заново свели и переиздали свой культовый альбом 1994 года «For Your Own Special Sweetheart». Альбом с новым оформлением был издан на DeSoto Records в формате диска и пластинки. В декабре того же года Jawbox вновь воссоединились (в составе на момент распада в 1997), чтобы исполнить песню «Savory» на вечернем шоу с Джимми Фэллоном (Late Night with Jimmy Fallon). В ходе репетиций также были засняты песни «68» и «FF=66». Роббинс опроверг слухи о полноценном воссоединении Jawbox, сказав, что, помимо выступления на шоу, концерты пока не планируются.

## Состав группы

### Текущий состав
- Дж. Роббинс — вокал, гитара (1989—1997, 2009, 2019 — наши дни)
- Брукс Харлан — гитара, бэк-вокал (2021 — наши дни)
- Ким Колетта — бас-гитара (1989—1997, 2009, 2019 — наши дни)
- Зак Барокас — барабаны (1992—1997, 2009, 2019 — наши дни)

### Бывшие участники
- Адам Вэйд — барабаны (1989—1992)
- Билл Барбот — гитара, бэк-вокал (1991–1997, 2009, 2019–2021)

## Дискография

### Студийные альбомы
- Grippe (1991 г.)
- Novelty (1992 г.)
- For Your Own Special Sweetheart (1994 г.)
- Jawbox (1996 г.)

### Другие издания
- Jawbox ep — Dischord Records/Desoto Records, 1990
- Jackpot Plus! — Dischord Records, 1993
- My Scrapbook of Fatal Accidents — альбом концертных и демозаписей, неизданных треков. Desoto Records, 1998

## Видеоклипы
- «Savory» (1994 г.)
- «Cooling Card» (1994 г.)
- «Mirrorful» (1996 г.)
- «Cornfalke Girl» (1996 г.)

## Интересные факты
- Клип на песню «Savory» можно увидеть в эпизоде #81 мультсериала «Бивис и Баттхед (4 сезон)[15]»
- Группа Deftones записала кавер-версию песни «Savory» для альбома B-Sides & Rarities.